# Choi Young-rae
Pour les articles homonymes, voir Choi.
Dans ce nom coréen, le nom de famille, Choi, précède le nom personnel.
Choi Young-rae, né le 13 mai 1982, est un tireur sportif sud-coréen.

## Carrière
Choi Young-rae remporte la médaille d'argent de l'épreuve de pistolet à 50 mètres messieurs aux Jeux olympiques d'été de 2012 à Londres.